# Chích bông Campuchia
Chích bông Campuchia (danh pháp khoa học: Orthotomus chaktomuk) là một loài chim thuộc chi Chích bông. Loài này được phát hiện ở Phnom Penh năm 2009 và được xác định là một loài riêng vào năm 2013.
Loài chích bông Campuchia có kích thước nhỏ, đầu có chỏm đỏ và cổ đen. Loài chim mới được đặt danh pháp là Orthotomus chaktomuk), danh pháp khoa học là "chaktomuk" - theo tiếng Khmer, có nghĩa là "4 mặt", nơi hợp lưu của 3 dòng sông lớn Mekong, Bassac và Tonle Sap. 

## Phát hiện
Chích bông Campuchia được phát hiện tại Phnom Penh, thủ đô của Campuchia, trong năm 2009, trong khi kiểm tra cúm gia cầm. Kể từ đó, nó đã được phát hiện trong các khu vực khác nhau của Phnom Penh, trong đó có trên một công trường xây dựng, nơi nhà nghiên cứu chim Ashish John chụp ảnh nó hình ảnh của ông sau đó đã được sử dụng để mô tả loài chim này.
Tháng tám năm 2012, John bắt đầu hợp tác với Hiệp hội bảo tồn động vật hoang dã, BirdLife International, Đại học Kansas, Đại học bang Louisiana, và Trung tâm Veasna Sam để kiểm tra bộ lông của chim, di truyền học, và tiếng hót. Các xét nghiệm xác định rằng đó là một loài duy nhất. Bài viết chính thức mô tả chích bông Campuchiađược xuất bản trong tạp chí Forktail. Danh pháp cụ thể của nó bắt nguồn từ một từ tiếng Khmer có nghĩa là bốn khuôn mặt, trong đó mô tả nơi chim được tìm thấy:. trong vùng lũ nơi sông Hậu, sông Cửu Long, và Tonlé Sap gặp nhau. Chích bông Campuchia có một chùm lông màu đỏ cam trên đầu, lông cổ màu đen. Phần còn lại của cơ thể của nó màu nhạt và đậm. Nó có kích thước tương đương với loài hồng tước, lông cổ màu đen, mào màu đỏ cam và tiếng hót to.
Khu vực sinh sống của chúng là những bụi cây rậm rạp trong vùng đất thấp ở Phnom Penh và những địa điểm khác trong khu vực bãi bồi gần đó.